# 티모롤
티모롤(Timolol)은 비선택성 베타 아드레날린 수용체 길항제(Non-selective β-adrenalic receptor antagonist)이다. 눈의 안방수 생성 감소 작용을 가지고 있어 국소적인 만성 개방우각 녹내장 치료제로 사용한다.

## 같이 보기
- 나도롤